# Tetramorium eleates
Tetramorium eleates är en myrart som beskrevs av Auguste-Henri Forel 1913. Tetramorium eleates ingår i släktet Tetramorium och familjen myror. Inga underarter finns listade i Catalogue of Life.